# Súlukongur

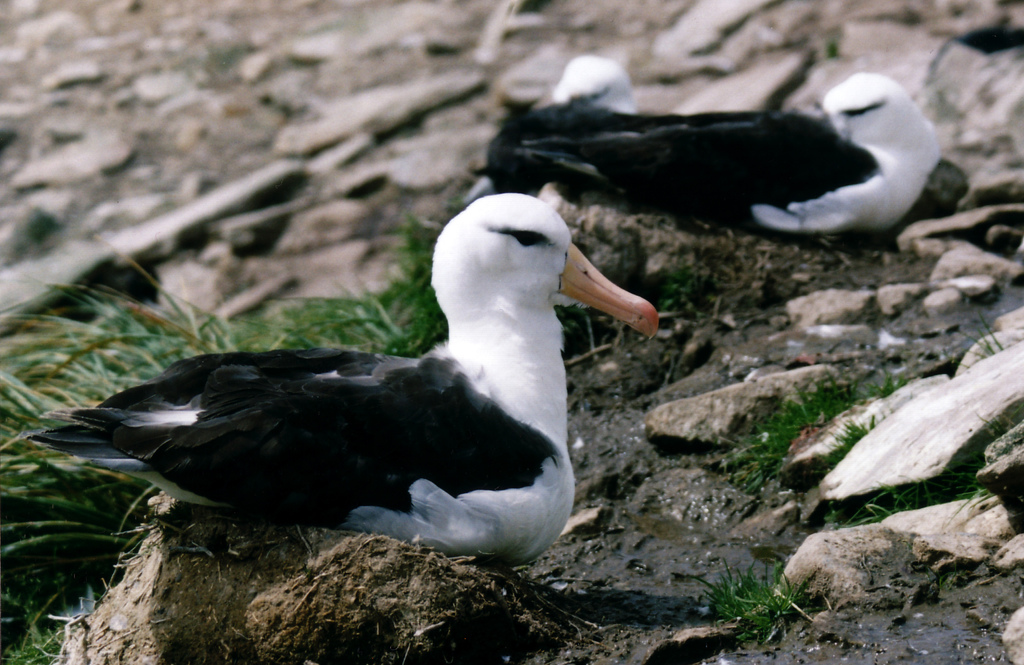
Schwarzbrauenalbatros. Ein Tier dieser Art wurde auf den Färöern „Súlukongur“ genannt.

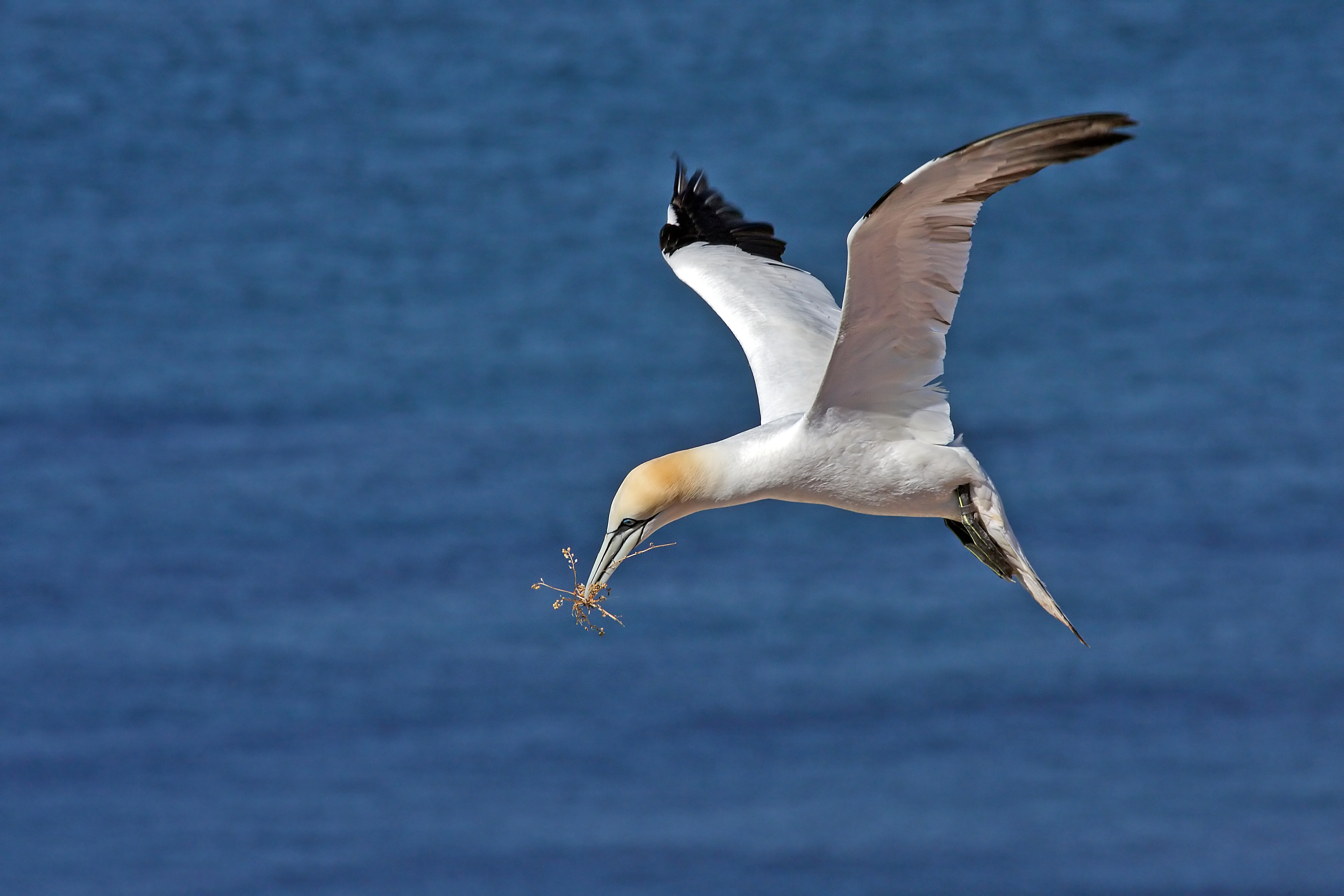
Ein fliegender Basstölpel

Súlukongur [ˈsʉulʊˌkɔŋgʊɹ] (färöisch: „König der Basstölpel“ - súla = Basstölpel; kongur = König) ist heute der färöische Name für den Schwarzbrauenalbatros (Thalassarche melanophris). Der Name stammt von einem einzelnen Albatros-Weibchen, das von 1860 bis 1894 auf Mykines lebte und mit den Basstölpeln zog. Es war der einzige Albatros, der jemals auf den Färöern gesichtet wurde.
Der Albatros wurde im April oder Mai 1860 das erste Mal am Mykineshólmur beobachtet, wo sich der einzige Brutplatz der Basstölpel auf den Färöern befindet. Wie diese, so hat sich auch der Albatros nur an diesem bestimmten Vogelfelsen aufgehalten. Wenn sie im Herbst nach Süden zogen, flog er mit, und wenn sie im Frühjahr wiederkamen, war auch der Súlakongur mit von der Partie.
Es wird davon ausgegangen, dass es sich die ganzen 34 Jahre lang immer um dasselbe Individuum gehandelt hat, da niemals ein anderer Albatros gleichzeitig beobachtet wurde. Ob sich der Súlakongur auch am Brutgeschäft der Basstölpel beteiligte, konnte nicht festgestellt werden. Allerdings wurde 1891 ein Basstölpeljunges gesehen, das hellgrauer war als normale Basstölpel und einen Schnabel hatte, der dem des Albatros glich.
Ebenso fanden die Einheimischen nicht heraus, wovon sich der Vogel ernährte, der angeblich auch nie einen Schrei von sich gegeben haben soll, sondern immer stumm war. Er wurde weder schwimmend auf dem Wasser beobachtet noch tauchend. Allerdings soll er immer nur aufs Meer hinaus geflogen sein, niemals aber ins Landesinnere.
Am 11. Mai 1894 schließlich wurde der Súlukongur geschossen. Es gab zuvor Versuche, ihn lebend zu fangen, was aber nie glückte. Erst danach stellte sich heraus, dass es sich nicht um einen Basstölpel handelte, sondern tatsächlich um einen Albatros. Die Leute von Mykines dachten immer, es sei eine fremde Unterart des Basstölpels, zumal sie noch nie einen Albatros gesehen hatten. Schütze war Johannes Frederik Joensen, der Vater des später berühmten Kunstmalers Sámal Joensen-Mikines.